# Stazione di Lugano
La stazione di Lugano è la stazione ferroviaria della ferrovia del Gottardo a servizio dell'omonima città svizzera. È gestita dalle Ferrovie Federali Svizzere.

## Storia

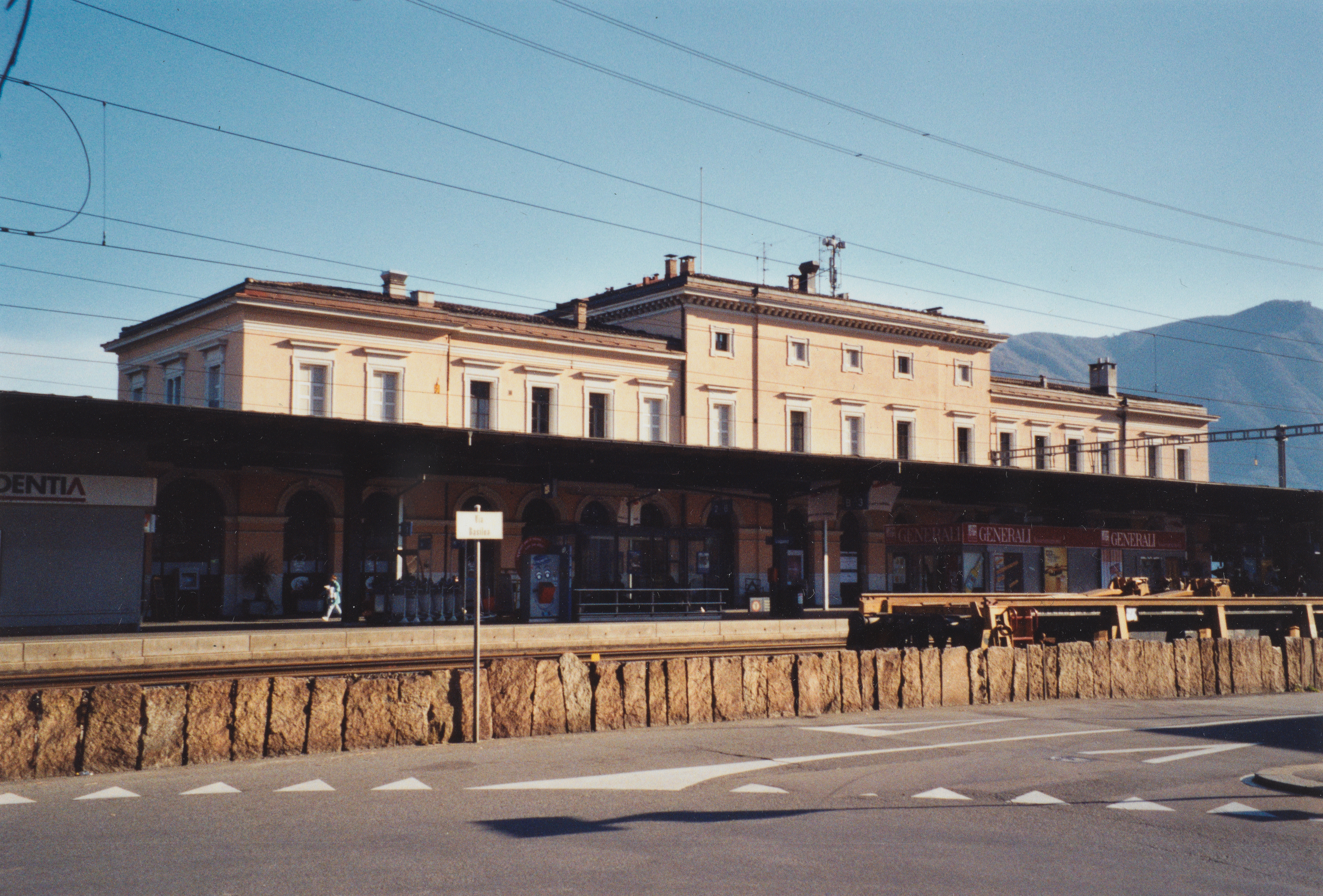
La stazione nel 2001

La stazione è stata costruita nel 1882 su un fianco della collina, ad ovest rispetto al centro cittadino, in posizione sovrastante il lago di Lugano.
Poiché la stazione ferroviaria è posizionata in una zona nevralgica della città, sottoposta a diversi problemi di viabilità è stato avviato, a partire dal 1998, un progetto di ristrutturazione degli impianti ferroviari della stazione e delle zone limitrofe, a cura dell'architetto Aurelio Galfetti. Inaugurata l'11 dicembre 2016.
Tra le opere già realizzate si annovera la riqualificazione del piazzale antistante la stazione, soprattutto in funzione della sicurezza dei pedoni. Inoltre nell'estate 2007 è stato risistemato il sottopassaggio con la conseguente costruzione di un terzo marciapiede che permette l'accesso della stazione anche da settentrione.

## Strutture e impianti
Il fabbricato viaggiatori è una costruzione in muratura a quattro corpi a tre livelli fuori terra.
Il piazzale è composto dai due binari di corsa della linea ferroviaria e da due binari di raddoppio. L'accesso all'utenza è garantito da tre banchine – quella a servizio del secondo e del terzo binario è a isola – collegate tra loro da un sottopasso. Quest'ultimo consente l'accesso all'impianto da via Basilea e porta alla stazione di monte della funicolare per il centro di Lugano.

## Movimento
La stazione è servita dai treni a lunga percorrenza che utilizzano la linea del Gottardo.
Vi fermano poi i treni internazionali della rete celere del Canton Ticino, effettuati da TiLo con un cadenzamento semi-orario sulle linee S10 Biasca-Como, S50 Biasca-Malpensa e S90 Bellinzona-Mendrisio (via Monte Ceneri).

## Servizi
- Biglietteria automatica
- Sala d'attesa
- Deposito bagagli automatico
- Servizi igienici
- Supermercato
- Negozi

## Interscambi
- Stazione ferroviaria (Lugano FLP)
- Fermata funicolare (Lugano Stazione, funicolare Lugano-Stazione FFS)
- Posteggi taxi
- Fermata autobus

Dal 1909 al 1967 lo scalo fu affiancato anche dalla stazione terminale della linea locale per Tesserete.